# 青のメソポタミア
『青のメソポタミア』（あおのメソポタミア）は、秋里和国によるSF漫画。白泉社『LaLa』にて連載され、単行本は同社ジェッツコミックスより全2巻、文庫本は白泉社文庫より全1巻が刊行。この他、CDブックも企画された。

## 概要
高度な文明を持つ惑星：エンリルと、地球文明の黎明期を、旧約聖書やメソポタミア神話と関連づけて描いている。
世界観
エンリルには約18億人が住んでおり、恒星間飛行が可能であるなど、科学技術は極めて進歩している。エンリルを統治している王家はアッカド王朝であり、いくつかの分家がある模様。知的生命体の存在する他の惑星とも交流があり、アモリ人とは、長年にわたる抗争が続いている。エンリルはすでに2つの植民星を有しているが、知的生命体が生息している恒星系には、入植してはならないと取り決められている。なお、エンリル人の寿命は、地球人に比して著しく長命である。

## あらすじ

### 第一部
陰謀によりエンリル星王の地位を継承できなかったシュメール家のアダム王子は、従兄弟でもある新星王：ジウドとの軋轢を避け、恒星トウトの第3惑星「青」への調査団へ参加する。調査団のリーダーは、王族を毛嫌いするカイン・アベル・サルゴン中佐だった。
文明が芽生え始めたばかりの「青」人の純粋さに触れる中で、アダムは言語学者のエバと愛し合うようになる。調査中、幾度も命を狙われたアダムは、ついに皇太后の命を受けたサルゴンに追いつめられる。しかし、サルゴンはアダムを殺さず、彼の希望通り「青」に残した。さらに、エバにアダムの意志を告げると、彼女は「子供が生まれたらあなたの名前をつける」と言い残し、調査船から脱出した。しかし、補佐官のナハリオは、アダム及び調査団員全員を独断で処分したと、サルゴンに告げ、二人は帰星する。

### 第二部
サルゴンは、アダムらを処分したことで実母である皇太后に取り入り、王宮にも入り浸るようになった。ジウドは、伯母の皇太后とサルゴンの様子に、激しい恐怖心を抱く。一方、シュメール家ではアダムが王位を奪われたあげく謀殺されたと信じ、不穏な様子を見せ始めていた。
サルゴンは妻子とともに幸福な日々を過ごすかに見えたが、王座に対する野望は日増しに強くなり、ナハリオとも対立する。解任を言い渡されたナハリオは動揺し、実弟のキリシャにアダム王子らが生きていること・サルゴンが王家の血を引くこと等を打ち明けてしまう。サルゴンは、皇太后と刺し違えて、積年の恨みと自身の野望をともに葬り去ろうと決意する。しかし、ジウドと皇太后の手配により、シュメール家の紋章を付けた、ジウドの親衛隊がサルゴン邸を襲撃する。一族は「青」へ逃れるが、サルゴンとナハリオは落命した。「青」では、キリシャがシュメール家に対する恨みを語り継いでいた。

### 第三部
第一、第二部から、「青」年にして数百年後、アダムらの子孫は地球人と混血しながら繁栄し、「シュメール」と呼ばれる王国を築いていた。宗教や文化は、母星エンリルの影響を色濃く残している。
エンリル王イムは、同盟諸国間で知的生命体のいる惑星への入植が禁止されていることを理由に、シュメールを消去することを命令する。天災を装い、7日7晩の大洪水を起こすことが計画されるが、潜入調査によって現地への愛着が深くなっていた調査団長：イルガルはそれを拒む。そこでイルガルは、ウルのジウスドラ王らに箱船を建造して難を逃れるよう提案するが、イルガルの補佐官：エアが重傷を負ったジウスドラ王を連れ去ってしまう。
予定通り、洪水は実行されるが、箱船に乗った人々は生き残った。任務を終えたイルガルとエアは、「青」を後にする。ジウスドラ王はエンリル式の治療を受けたことで、長命となった。

### 番外編 荘厳な神殿-エシュマ-
カイン・アベル・サルゴンとエシュマ・ナハリオが、ペアを組む前に受けた適性検査の物語。

## 登場人物
カイン・アベル・サルゴン
王妃（後、皇太后）と情夫の間に生まれた隠し子。父方の祖父に育てられる。祖父の遺言により、自分が2000年に及ぶアッカド王朝の血を引いていることと、父が毒殺されたことを知った。以来、王族に対する激しいコンプレックスに苦しむ。
名前は、旧約聖書『創世記』のカインとアベル（アダムとエバの子）及び、アッカド王サルゴンから
なお、秋里作品によく登場する友井久嗣は、サルゴンの末裔であると、作者がコメントしている。
エシュマ・ナハリオ
サルゴンの補佐官（去勢し洗脳教育を受け、上級将校に絶対の忠誠を尽くす）。補佐官養成所を首席で卒業した秀才。
アダム・サクセス・エ・シュメール
王弟の息子で、王子の位を持つ。従兄弟のジウドとともに、後継者のいない伯父の養子となっており、誰からも次期星王と目されていた。実父は既に死亡。伯母である王妃との肉体関係を拒んだため、後継者の地位を追われ、命を狙われる。
名前は旧約聖書『創世記』のアダムとエバから
エバ・ユング・フロン
言語学者で、博士号を持つ。アダムに憧れていた。
名前は旧約聖書『創世記』のアダムとエバから
ジウド
エンリル第183代星王ジウド7世。アダムに比べ心身が弱く、伯母の言いなりになって肉体関係も持つ。
テイテ
アダムの妹
アンダ・エンシ・エ・シュメール
アダムの母方の叔父。シュメール家の筆頭格。アダムの「事故死」を陰謀であると確信し、私兵を増強する。その後、内乱を起こし敗北。シュメール家は粛清された。
エリ
サルゴンの妻。
アガデ
サルゴンの長男。アッカド王サルゴンの祖先。
名前はアッカドの中心都市：アガデから。
キリシャ・ナハリオ
エシュマ・ナハリオの弟。「青」に逃れたアガデに仕え、サルゴン家のシュメール家に対する恨みを語り伝える。子孫もアッカド王サルゴンに仕える。
サマル
エバの弟。ギャンブルで借金を作っており、報償目当てにアダム暗殺を引き受ける。
アリ・イルガル
宇宙開発局員。惑星「青」の調査のため、補佐官のエアと夫婦を演じて都市国家ウルに潜入し、ジウスドラ王に仕える。エアを愛している。
エア・ラクロウ
イルガルの補佐官。去勢された男性であるが、潜入調査ではイルガルの妻役を演じる。ジウスドラ王の息子：ドゥムジから慕われている。
名前はメソポタミア神話のエンキの別名。